# Doble Sucre Potosí GP Cemento Fancesa
La Doble Sucre Potosí GP Cemento Fancesa fue una competencia ciclística por etapas de Bolivia. La primera edición se corrió en el año 2000 y desde 2005 hasta 2010 hizo parte del UCI America Tour bajo la categoría 2.2.

## Palmarés
| Año  | Ganador                | Segundo            | Tercero                |
| ---- | ---------------------- | ------------------ | ---------------------- |
| 2000 | Raúl Escobar           | Bandera de ?       | Bandera de ?           |
| 2001 | Alfredo Reinoso        | Bandera de ?       | Bandera de ?           |
| 2002 | Manuel Guevara         | Bandera de ?       | Bandera de ?           |
| 2003 | Álvaro Sierra          | Juan Diego Ramírez | Oved Ramírez           |
| 2004 | Javier de Jesús Zapata | Élder Herrera      | Alexis Rojas           |
| 2005 | Álvaro Sierra          | Jairo Hernández    | Juan Cotumba           |
| 2006 | Alejandro Ramírez      | Álvaro Sierra      | Javier de Jesús Zapata |
| 2007 | Óscar Soliz            | Freddy Piamonte    | Álvaro Sierra          |
| 2008 | Byron Guamá            | Gregorio Ladino    | Ramiro Calpa           |
| 2009 | Ferney Bello           | Gregorio Ladino    | Víctor Niño            |
| 2010 | Óscar Soliz            | Libardo Niño       | Fernando Camargo       |

## Palmarés por países
| País      | Victorias |
| --------- | --------- |
| Colombia  | 5         |
| Bolivia   | 3         |
| Perú      | 1         |
| Venezuela | 1         |
| Ecuador   | 1         |